# 英国铁路3型客车
英國鐵路3型客車（英語：British Rail Mark 3）是英國鐵路（一家國營全國性鐵路公司，现已结业）的第三代標準化鐵路客車。最初用于20世纪70年代为与公路及航空运输竞争而开发的高速列车。存在多種座位布局及多個改進型、衍生型號。“英国铁路3型客车”原本计划用于传统的机辆式列车，但1972年制造第一批车辆被“城际125型柴油动车组”（一型高速动力集中式动车组，面向既有线提速高速列车开发）原型车所用（两者当时均停留在研发阶段）。“英国铁路3型客车”于1975年—1988年投入运营，基于3型客车研制的动车组的制造则一直延续至20世纪90年代初期。因3型客车制造量低于计划，因而长期和上代产品英国铁路2型客车并行使用。“英国铁路3型客车”及其衍生车型在2020年时仍在英国的铁路系统大量服役。截至2020年8月，已有182辆“英国铁路3型客车”被拆解。

## 型号发展

### 原型车
1972年制造，仅制造10节，最初仅用于“英国铁路高速列车原型车”。其中一节于1993年拆解，其余转为其它用途。
“英国铁路高速列车原型车”（后改称“英國鐵路252型內燃動車組”）为一型动力集中式高速内燃动车组。由10节“英国铁路3型客车原型车”和两台“英国铁路41型柴油机车高速版”组成。仅制造一列。提供新一代一等座、二等座和餐车。1973年，该型动车组改为两台“英國鐵路41型柴油機車高速版”牵引8节车厢，多余的两节车厢（一节动拖一等座车、一节动拖二等座车）于1977年英国女王伊丽莎白二世登基25周年前夕改供英国皇家列车使用。

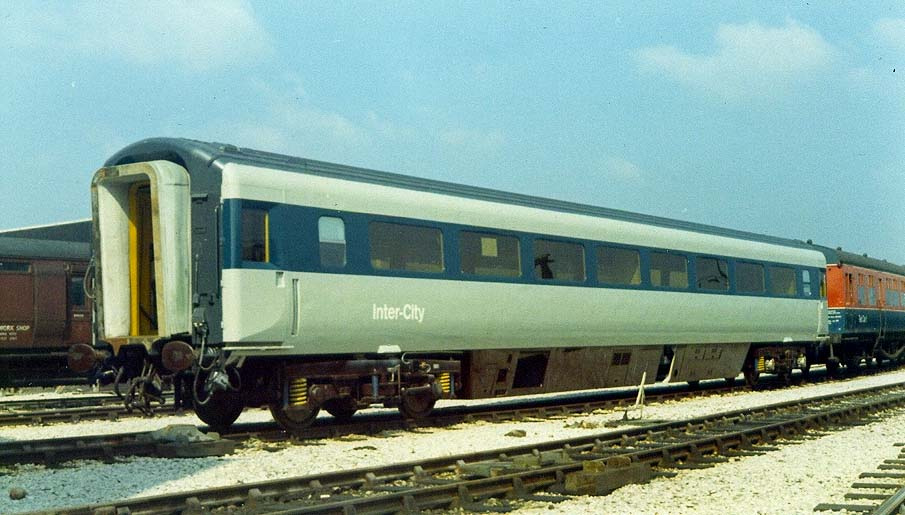
1972年，“英国铁路3型客车原型车”中的一节（编号：E12000）运抵位于德比的英国铁路技术中心（英语：Railway Technical Centre）。
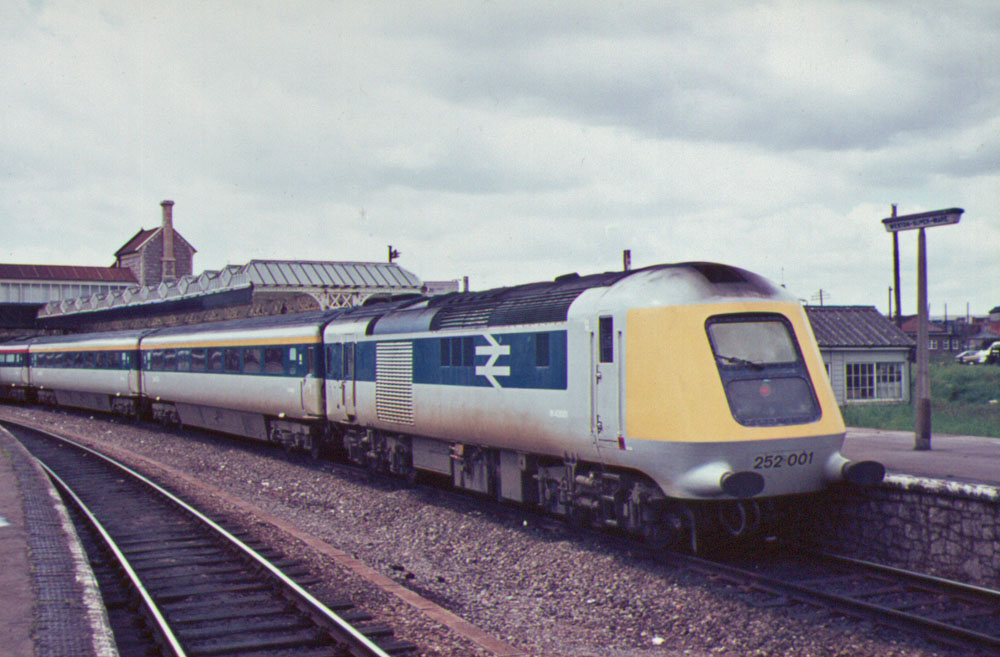
1975年时的“英國鐵路252型內燃動車組”，拍摄于滨海韦斯顿站（英语：Weston-super-Mare railway station）。

### 3型
制造于1976年至1982年。“英國鐵路3型客車”的基本型，最初用于“城际125型柴油动车组”（一型高速动力集中式动车组，面向既有线提速高速列车开发）。

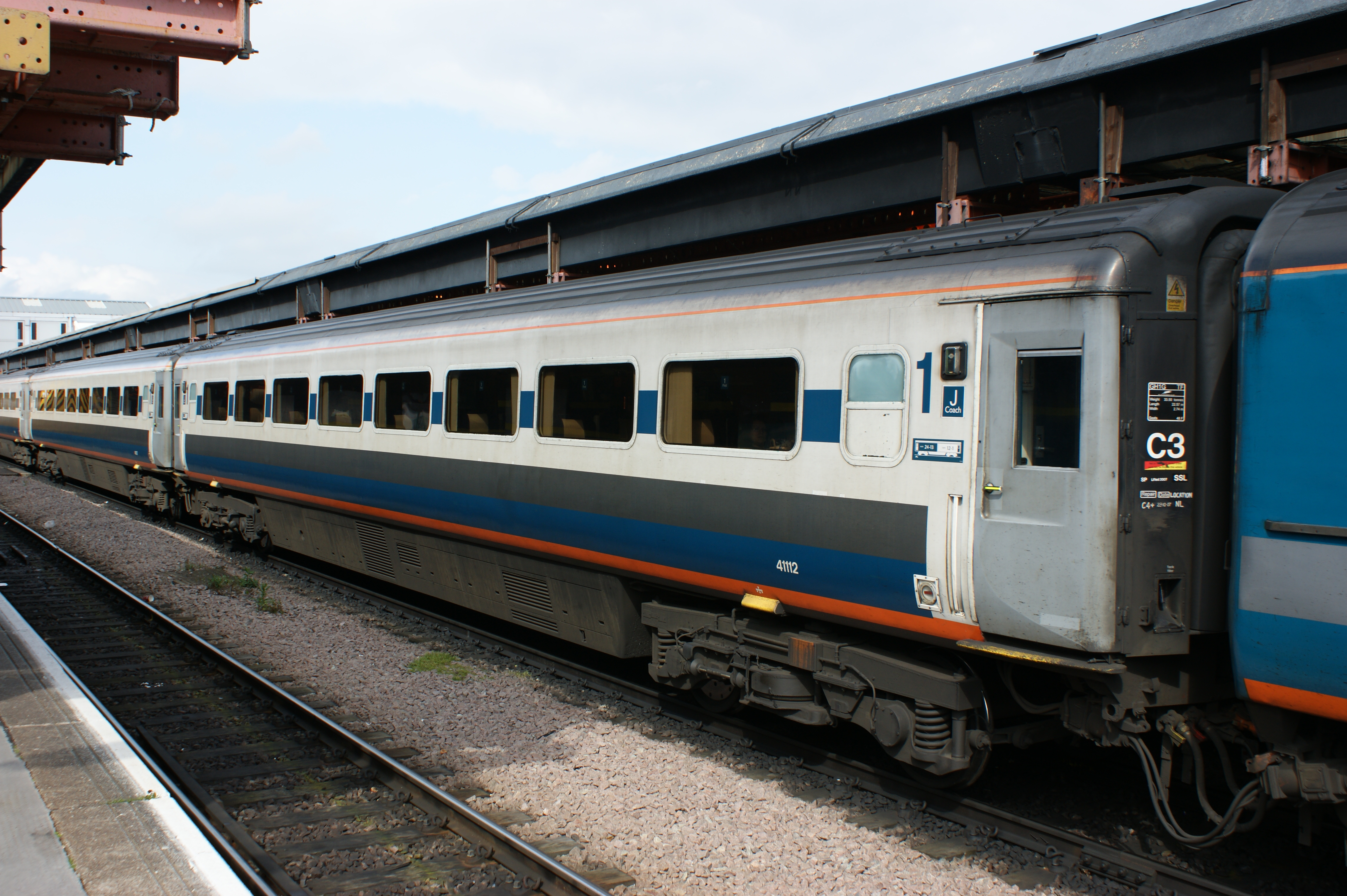
“英国铁路3型客车”动拖一等座车
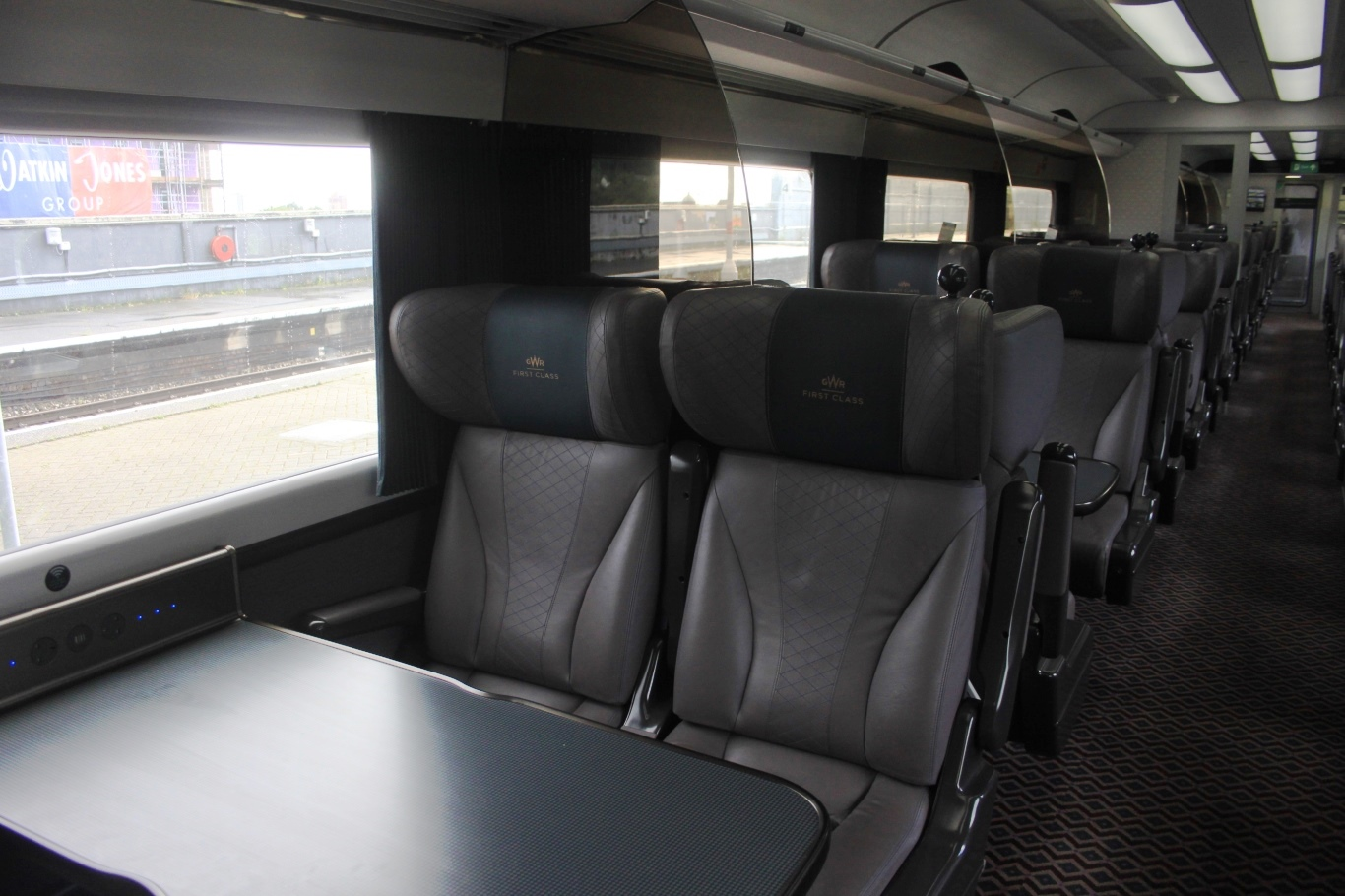
用于“城际125型柴油动车组（英语：InterCity 125）”的“英国铁路3型客车”动拖一等座车内部

### 3A型
制造于1975年至1984年。用于动力集中式列车。

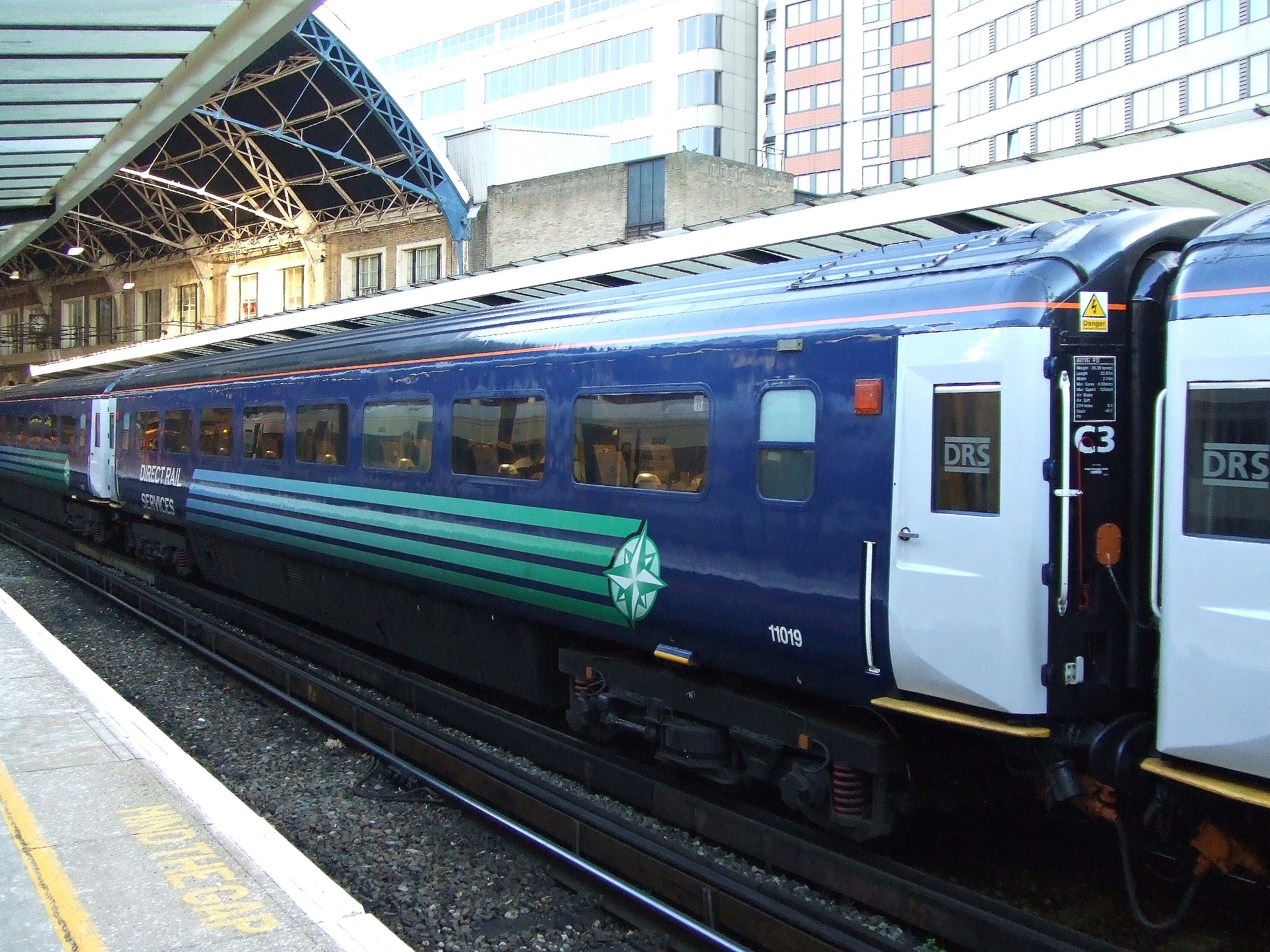
“英国铁路3A型客车”开放式一等座车
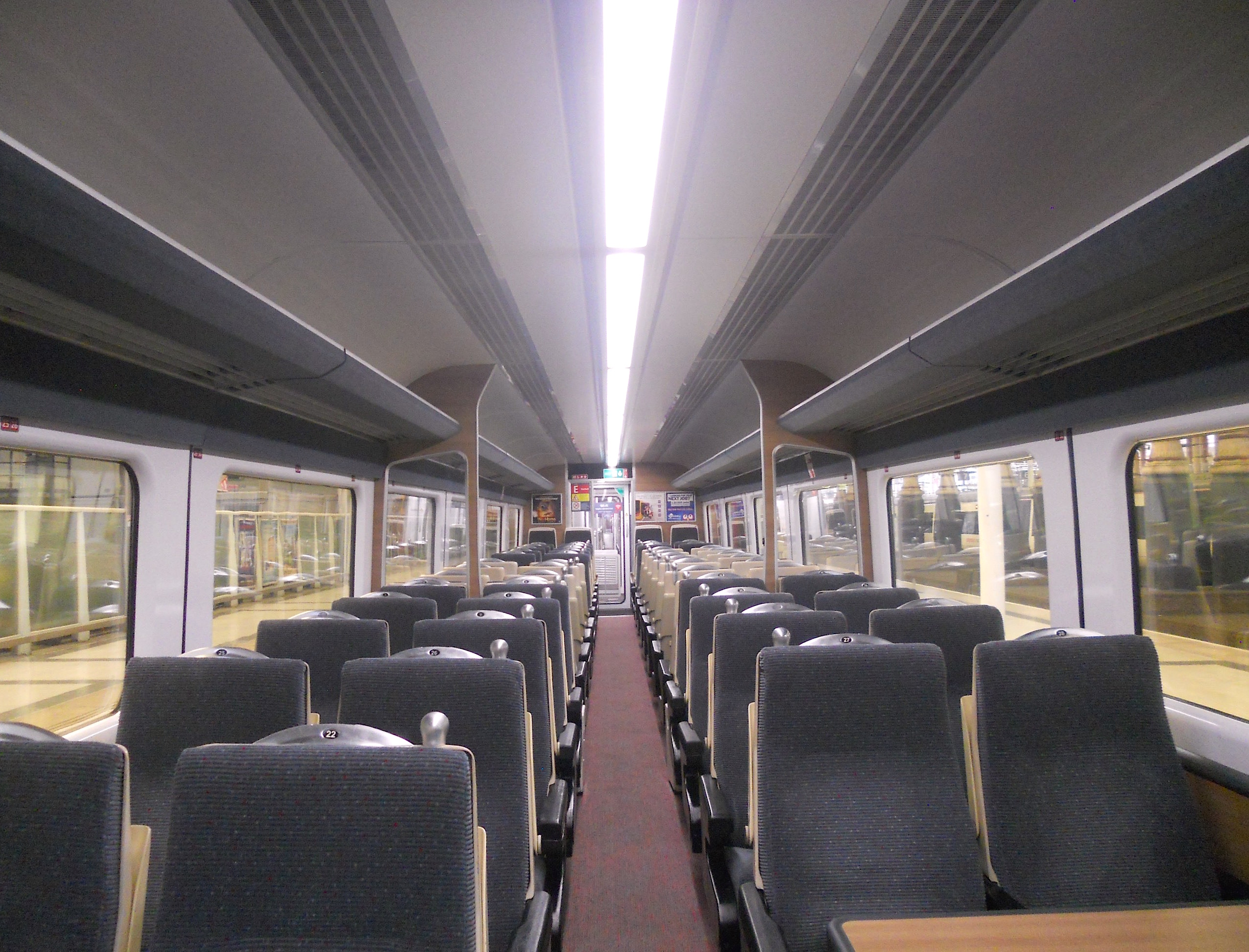
“英国铁路3A型客车”二等座

### 3B型
制造于1985年至1988年。 用于动力集中式列车。内部设施进行了多处改进，包括灯光、使用新的“城际80型座椅（InterCity 80 seats）”等等。

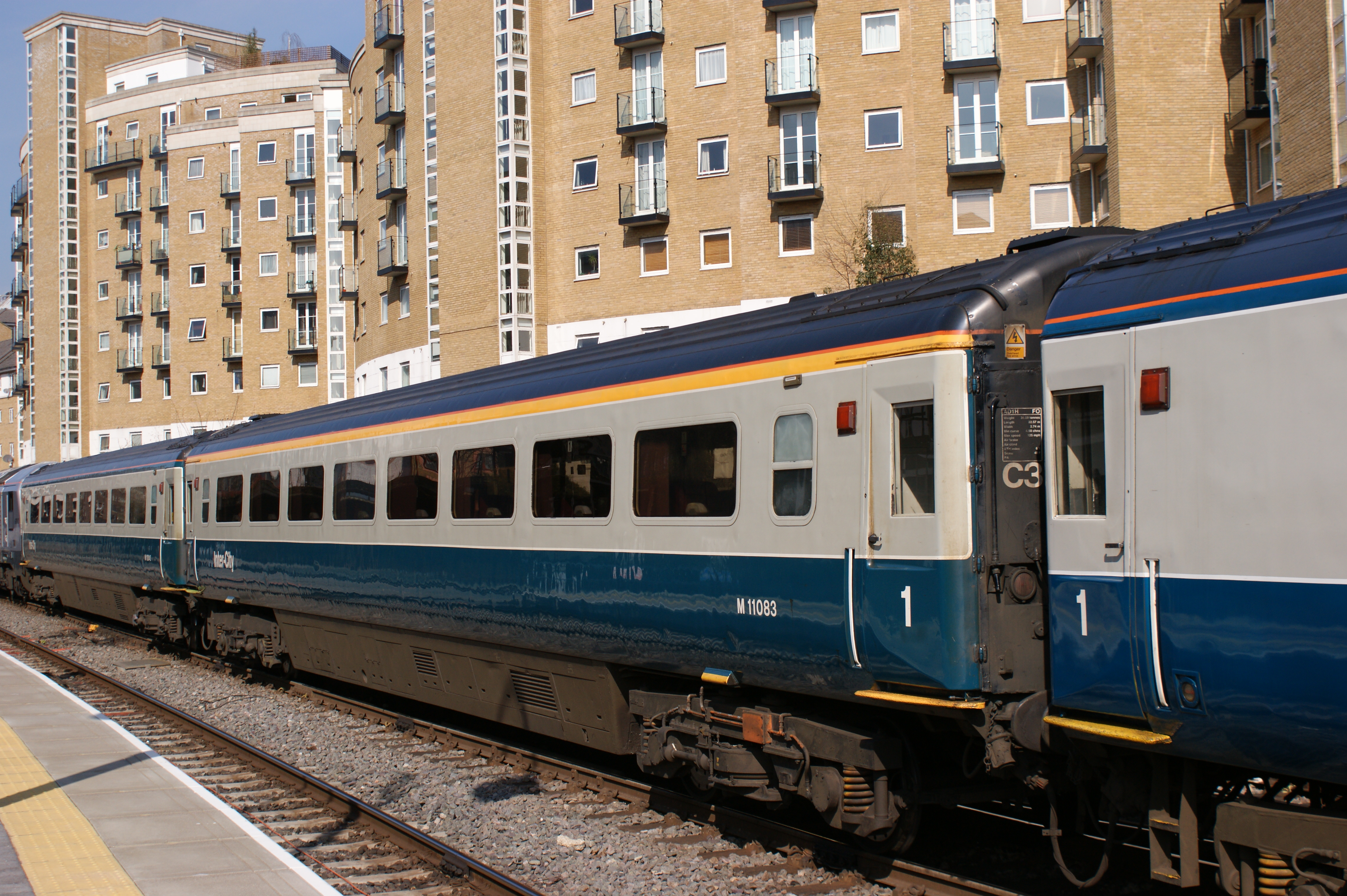
“英国铁路3B型客车”开放式一等座车

### 3B型国际版
制造于1985年至1988年。为“英国铁路3B型客车的出口型”，曾出口至爱尔兰。共制造11节。较英国国内版有较大的不同。

## 卧铺车
1979年，英国铁路订购了236节灵活包厢卧车。 由于在汤顿卧铺火车大火后，政府出台了更为严格的监管措施，成本随之提高，因而订单削减至207节。 因后来英国铁路取消了卧铺火车，故订单削减后这些卧铺车厢仍然多余。
1987年，丹麦国家铁路曾租用10节“英国铁路3型客车”卧铺车，后于1998年11月回到英国。 1994年，瑞士转向架业者康美包曾购入“英国铁路3型客车”用于测试摆式列车。 1995年，英国铁路车辆租赁公司曾实验性将一节英国铁路3型客车卧铺车改装为日间火车。 Great North Eastern Railway曾计划购入13节本型车厢并改为高速铁路客车，但这一计划終止。
英国的5节“英国铁路3型客车”卧铺车后来改为发电车，用于夜火车之星（连接英国和欧洲大陆途径英法海底隧道的夜间旅客列车）。 2016年，UK Rail Leasing购入一节本型车厢，并在莱斯特改装为发电车。 英格兰、威尔士和苏格兰铁路公司还曾计划将其改为高速货运列车。

## 基于“英国铁路3型客车”开发的动车组
基于“英国铁路3型客车”开发的动车组包括20世纪80年代开发的英国铁路第二代动车组。以下是“英国铁路3型客车”开发的动车组：
- 内燃动车组
  - British Rail Class 150（英语：British Rail Class 150）
  - British Rail Class 210（英语：British Rail Class 210）
- 电力动车组
  - British Rail Class 317（英语：British Rail Class 317）
  - British Rail Class 318（英语：British Rail Class 318）
  - 英國鐵路319型電力動車組
  - British Rail Class 320（英语：British Rail Class 320）
  - British Rail Class 321（英语：British Rail Class 321）
  - British Rail Class 322（英语：British Rail Class 322）
  - 英國鐵路325型電力動車組
  - British Rail Class 442（英语：British Rail Class 442）
  - British Rail Class 455（英语：British Rail Class 455）
  - British Rail Class 456（英语：British Rail Class 456）
- Bi-Mode Multiple Unit（英语：Bi-Mode Multiple Unit）
  - British Rail Class 769（英语：British Rail Class 769）
  - British Rail Class 799（英语：British Rail Class 799）

## 出口

### 爱尔兰
爱尔兰共和国国有全国性铁路公司“爱尔兰铁路”曾于1980年至1989年间购入“英国铁路3型客车”1600毫米轨距（爱尔兰轨距）版。包括124节“英国铁路3型客车”和9节“英国铁路3A型客车国际版”。用于都柏林至高威的旅客列车。这批铁路客车在1990年代至2000年代时是爱尔兰铁路城际列车的主力车型。这批车厢使用自动内嵌式车门，在启用之初引来了舆论关注除少部分市郊车型外几乎均为空调车厢。运行时采用推挽式牵引。存在多种类型。
2006年至2007年，都柏林↔科克的铁路线路引入“爱尔兰铁路4型客车”后，“英国铁路3型客车”逐渐转移至其它城际列车线路。2008年，“爱尔兰铁路22000型内燃动车组”投入常规服务促成了爱尔兰铁路使用的“英国铁路3型客车”全面退役。爱尔兰铁路使用的“英国铁路3型客车”全面退役前最后一次常规服务于2009年9月21日在都柏林↔科克的铁路线路上。

全面退役后，爱尔兰铁路计划出售130节该型车厢，但其仍分别在多个地方封存。 2013年至2014年间，多数爱尔兰铁路持有的“英国铁路3型客车”分别在沃特福德、鄧多克、贝尔法斯特拆解。2015年，部分“英国铁路3型客车”经修复后用于2016年8月30日投入运营的豪华旅客列车——贝尔蒙德大爱尔兰号。

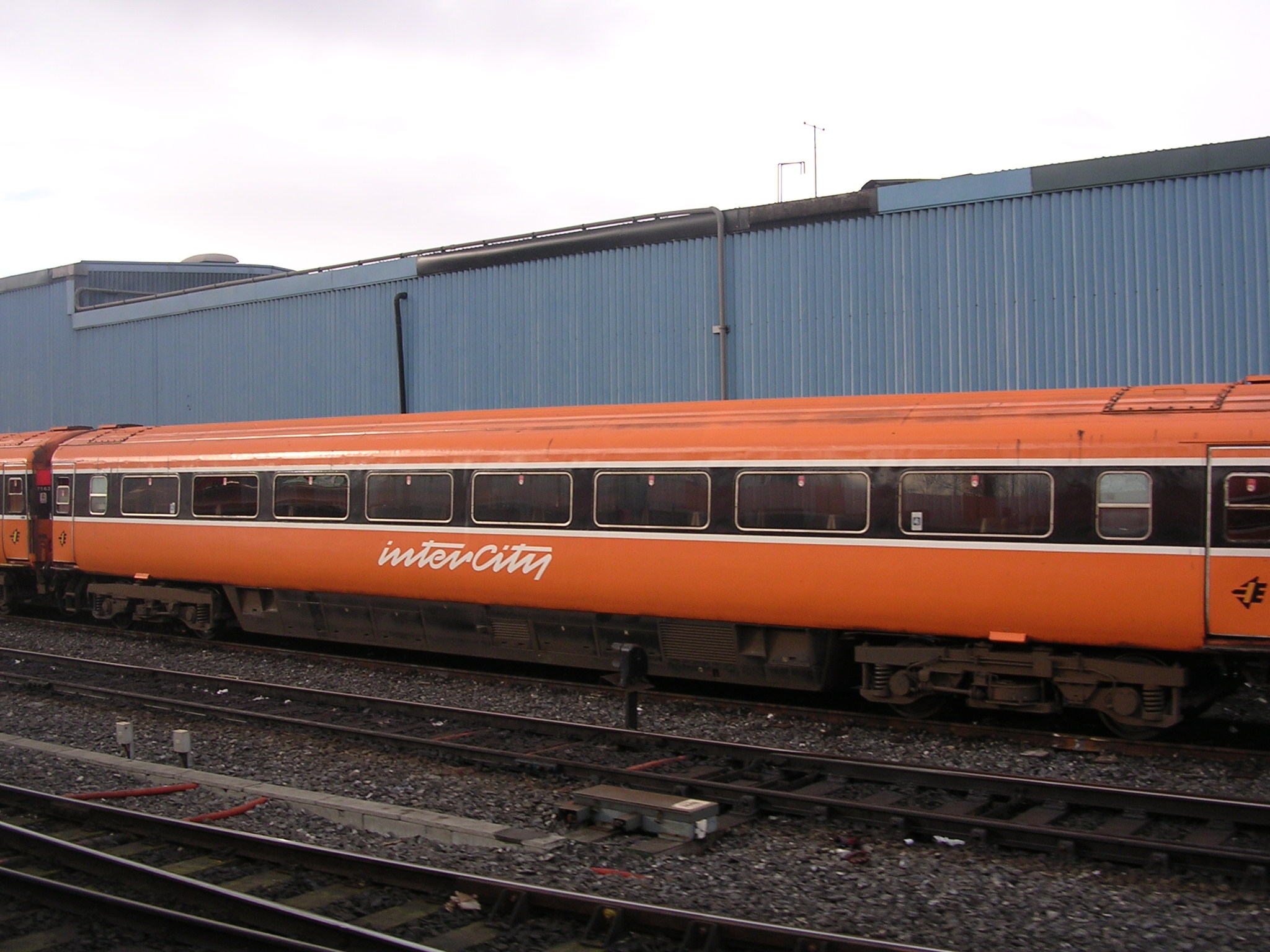
爱尔兰铁路使用的“英国铁路3型客车”，使用城际列车涂装，拍摄于都柏林休斯敦車站。
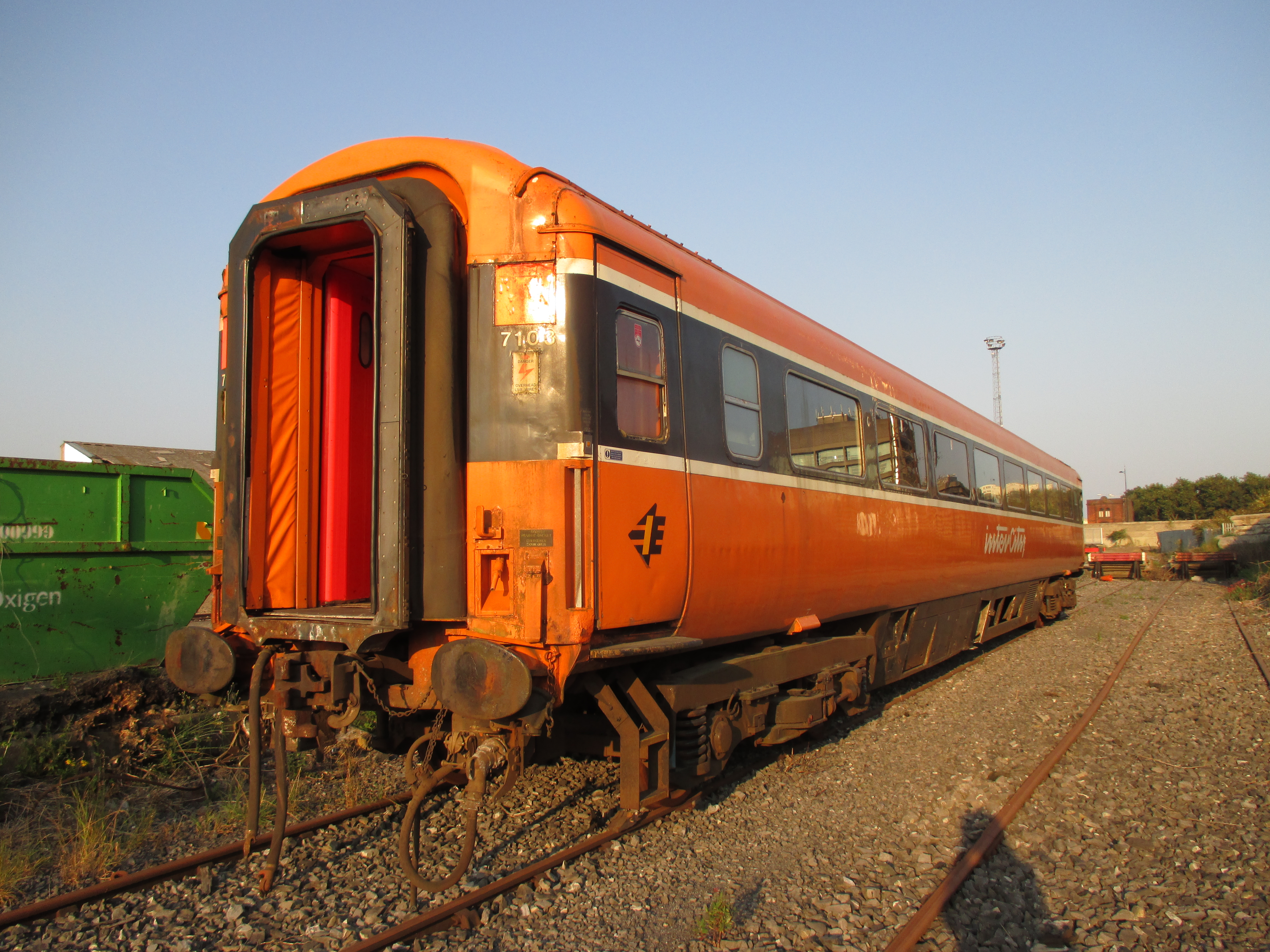
“爱尔兰铁路”使用的“英国铁路3型客车”，2014年9月拍摄于都柏林。

### 丹麦
1987年，丹麦国家铁路曾租用10节“英国铁路3型客车”卧铺车。 1998年11月回到英国，并被封存在英国的凯恩顿军事基地。

### 瑞士
1994年，瑞士转向架业者康美包曾购入“英国铁路3型客车”用于测试摆式列车。

### 中国
中华人民共和国铁道部于20世纪80年代向英国采购的“中国铁路25-0型客车”亦基于“英国铁路3型客车”开发。自1980年代初开始，中华人民共和国政府为了加快中国铁路客车由22型转型为25型的升级换代进程，中华人民共和国铁道部与世界银行合作，在1985年开始国际招标，1986年5月签订合同，最终获得了一笔世界银行贷款以及和英國鐵路工程公司的技术合作。这项合作项目的目标是吸收国外的车辆制造技术，由国外合作方对中国车辆制造厂商（长春客车厂）在设计、工厂技术、布局和生产设备、机械规格等各个方面提供建议，以达到在长客厂年生产1500辆由英國鐵路工程公司提供技术的钢结构铁路客车的目标。根据协议，英國鐵路工程公司负责生产三节按照UIC标准并基于“英国铁路3型客车”设计的新型客车，分别为硬座车（YZ25-0），空调硬座车（YZ25-0），空调软卧车（RW25-0）:52，在1989年10月运抵中国。车辆由长春客车厂与英國鐵路工程公司联合设计，车身长度为25.5米，特点为自重轻、寿命长，采用BT-10型高速转向架，构造速度140公里/小时，最大运行速度160公里/小时。
进口的25-0型客车对中国铁路客车发展产生相当大的影响。与国外的技术合作大大提升了当时中国国内铁路车辆制造厂商的生产工艺及质量水平。25-0型客车可靠的钢结构车体技术均被以后发展的车型采用，基于25-0型客车技术基础研制的25A型客车成为中國25.5米新型空調客車生產發展的重要里程碑。而长春客车厂对进口的BT-10型转向架进行仿制，发展出CW-1、CW-2系列转向架，先后被25Z、25C、25K型客车广泛使用。
25-0型客车目前均封存于西南交通大学。